# Media Player (Windows 11)
Media Player — новый медиапроигрыватель по умолчанию в Windows 11. Заменил Музыку Groove и Проигрыватель Windows Media. По состоянию на февраль 2022 года находится на стадии тестирования и доступен участникам программы Windows 11 Insider Preview (канал тестирования Dev).
Преобразовывая Groove из стримингового приложения в медиаплеер, в Media Player была добавлена функция проигрывания видеофайлов. Другие изменения включают возможность демонстрации album cover в полноэкранном режиме и обновление мини-плеера. Была оптимизирована доступность приложения, в частности улучшены сочетания клавиш, введена поддержка горячих клавиш для тех, кто пользуется клавиатурой и т. п.